# Arquitetura românica em Espanha

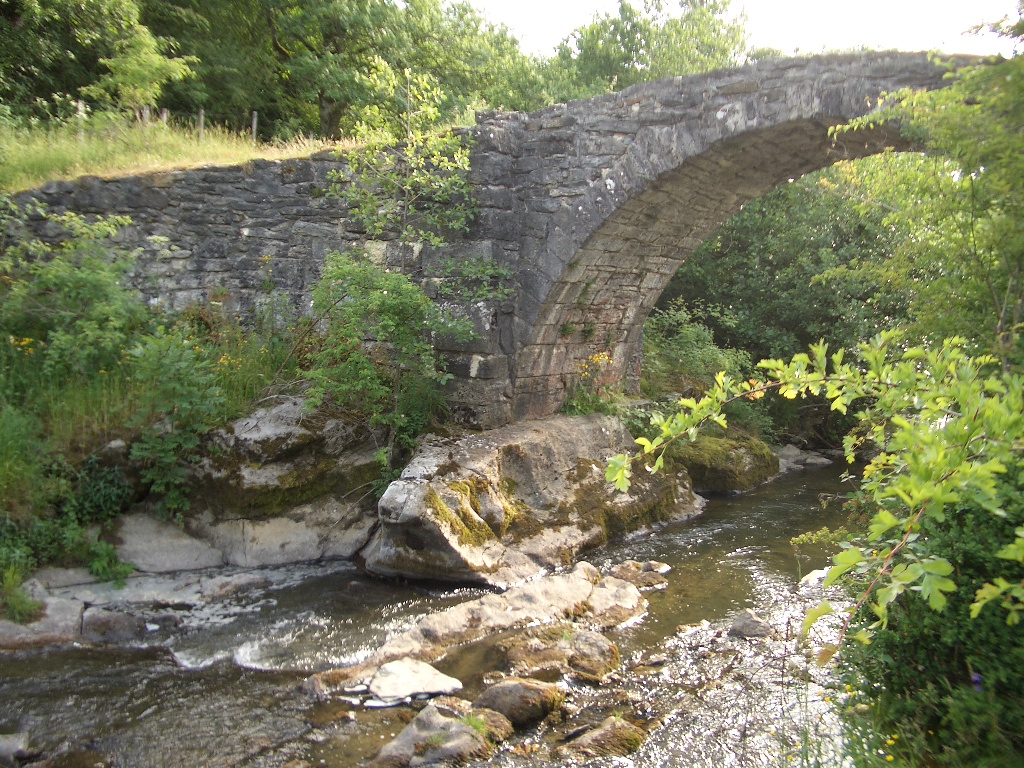
Ponte Arrobi, em estilo romântico, sobre o rio Urrobi em Burguete na Espanha

A arquitectura românica em Espanha engloba a arquitectura românica no território espanhol actual. A arquitectura românica é uma forma de construir dentro do estilo conhecido como arte românica desenvolvida na Europa, com suas próprias características e sua evolução especial ao longo de mais de dois séculos, desde o início do século XI até ao século XIII. Essa mesma arquitectura na Espanha adquire suas próprias peculiaridades, permitindo-se ser influenciada tanto pelas modas que aí vêm do exterior através da Itália e da França como pela tradição e recursos artísticos antigos na Península Ibérica.
Enquanto no século II a restauração cristã poderia ser sentida na Europa cristã ocidental, a Espanha cristã manteve-se unida à tradicional cultura hispano-romana e goda, sem ser influenciada pelos movimentos culturais europeus, até a chegada do românico.
A arquitectura românica se estendeu em Espanha ao longo da metade norte, atingindo o rio Tejo, no meio da Reconquista e repovoamento, o que favoreceu o seu desenvolvimento. Entrou no início, em primeiro lugar, pelas terras catalãs, onde se desenvolveu como o primeiro românico e se espalhou pelo resto com a ajuda do Caminho de Santiago e dos mosteiros beneditinos. Ela deixou a sua marca especialmente em edifícios religiosos (catedrais, igrejas, mosteiros, claustros, entre outros) que são aqueles que chegaram ao século XXI melhor ou pior conservados, mas também se construiu nesse estilo os monumentos civis correspondentes ao seu tempo, embora estes últimos estejam menos conservados (pontes, palácios, castelos, paredes e torres).